# Крижевецька єпархія
Крижевецька єпархія — єпархія Греко-католицької церкви Хорватії та Сербії з осідком у Крижевцях.

## Територія
До Крижевецької єпархії належать греко-католики, що проживають на території Хорватії, Словенії, Боснії та Герцеговини. Головний осідок єпархії, від якого вона бере свою назву, знаходиться в м. Крижевці, де знаходиться кафедральний собор Пресвятої Тройці. З 1966 року єпископ Крижевецький проживає в Загребі, де також знаходиться греко-католицька духовна семінарія, заснована в 1681 році.

## Історія
Апостольський вікаріат для католиків візантійського обряду в Хорватському королівстві заснував Папа Римський Павло V своїм декретом Divinae Maiestatis arbitrio від 21 листопада 1611 року. Осідок вікаріату знаходився в монастирі Марча.
17 червня 1777 року папа Пій VI буллою Charitas illa підніс вікаріат до рангу єпархії, осідком якої встановив місто Крижевці. Єпископ Крижевецький спочатку підпорядковувався Естергомському римо-католицькому митрополитові, а з 11 грудня 1852 року Крижевецька єпархія належить до Загребської митрополії.
Після розпаду соціалістичної Югославії та появи на колишній її території нових незалежних держав з території Крижевецької єпархії у 2001 році виокремлено апостольський екзархат у Македонії, який вважається окремою Македонською греко-католицькою церквою, а у 2003 році — апостольський екзархат у Сербії і Чорногорії, який разом з Крижевецькою єпархією належить до Хорватської греко-католицької церкви.

## Сучасний стан
За даними ватиканського статистичного щорічника Annuario Pontificio Крижевецька єпархія у 2013 році нараховувала 21300 вірних, 46 парафії, 42 священиків, 42 монахині і 7 семінаристів. З 18 березня 2019 року єпархією керує о. Мілан Стіпич, який 8 вересня 2020 року призначений єпсикопом цієї єпархії.

## Список єпископів
- Симеон Вратанья (1611—1630)
- Максим Предоєвич (1630—1642)
- Гавриїл Предоєвич (1642—1644)
- Василій Предоєвич (1644—1648)
- Сава Станіславич (1648—1661)
- Гавриїл Міякич (1662—1670)
- Павло Зорчич, ЧСВВ (1671—1685)
- Марко Зорчич (1685—1688)
- Ісая Попович, ЧСВВ (1689—1699)
- Гавриїл Турчинович, ЧСВВ (1700—1707)
- Гргур Югович, ЧСВВ (1707—1709)
- Рафаїл Маркович, ЧСВВ (1710—1726)
- Гргур Вучинич, ЧСВВ (1727—1732)
- Сильвестр Іванович (1734—1735)
- Теофіл Пашич, ЧСВВ (1738—1746)
- Гавриїл Палкович, ЧСВВ (1751—1759)
- Василь Божичкович, ЧСВВ (1759—1785)
- Йосафат Басташич, ЧСВВ (1787—1793)
- Сильвестр Бубанович, ЧСВВ (1794—1810)
- Константин Станич (1810—1830)
- Гавриїл Смичклас (1834—1856)
- Дьордь Смичклас (1857—1881)
- 1881—1883 — вакантна
- Ілля Хранилович (1883—1889)
- 1889—1891 — вакантна
- Юлій Дрогобецький (1891—1920)
- Діонисій Няраді (1920—1940)
- Янко Шимрак (1941—1952) (до червня 1942 — апостольський адміністратор)
- Гавриїл Букатко (1952—1961) (у 1950—1952 — адміністратор)
- Йоаким Сегеді (1963—1983)
- Славомир Мікловш (1983—2009)
- Нікола Кекич (2009—2019)
- Мілан Стіпич (з 2019) (до 8 вересня 2020 — апостольський адміністратор)